# Битбокс
Битбокс  (енгл. Beatbox) је техника прављења звукова која првенствено обухвата уметност имитирања бубњева (типично TR-808), користећи уста, усне, језик и глас.

## Називи звукова и технике битбокса
Након што би савладали основе ове врсте вокалне музике, битбоксери би прелазили у нешто теже и изазовније. Тако на пример настаје мултивокализам. То је данас најпознатија техника у битбоксу. Ту се убацује и глас који мења дубину и даје мелодију. Такође настаје и једна подврста мултивокалног битбокса која се назива фристајл (слободан сзил).
Ту уметници остварују могућност слободе. Што значи да могу да користе апсолутно све што знају и да комбиновањем својих способности направе неку сопствену музику, односно вокални инструментал. Опонашање одређених бубњева које се користи у битбоксу се дели на: кик-драм, хај-хет, снер драм, рим шот и симбал. Јављају се и опонашања стола за скречовање која се називају: вокал скреч, електро скреч, креб скреч, висл скреч и слично. Разијањем ових техника битбоксери успевају да стекну бржи рад уста и језика, а самим тим и гласних жица. Тако долази до комбиновања свих ових звукова и техника. Постоје и технике које подразумевају коришћење микрофона попут: удаљавања микрофона, прикривања, пригушивања звука и прибијања микрофона уз уста.

### Технике дисања
Да би произвели што савршенији звук, битбоксери морају развити и посебне технике дисања. Већина звукова које битбоксери стварају се уз помоћ ваздуха, па тако ово представља једну од битнијих ствари у овом жанру. Техника удисања на нос се често користи јер тако ваздух успева да допре до плућа без ометања усана или језика, док се техника удисања на уста користи за прављење дубоких тонова односно бас тонова. Ове технике се морају дуго вежбати јер је битно да битбоксер узме довољну количину ваздуха, а да се притом не умори. Јер је врло важно да успе да изведе неколико тонова из истог даха, зато сто тако звувк постаје чистији и лакше се може разликовати од других звукова.

## Познати битбоксери у свету
1. Napom
2. Reps one
3. Alem
4. Ball Zee

## Битбокс у Србији
Битбокс у преводу на српски значи прављење музике помоћу уста.

### Рани почеци Битбокса у Србији
Битбокс се у Србији почео развијати тек негде иѕмеђу 2005. и 2008. године. На самом почетку битбоксери (људи који се баве битбоксом) почели су производити неке основне звуке бубњева који су се користили у реп музици. Ти звуци су добили своја имена по називима ритмова, удараца или самих бубњева као инструмената. Тадађшњи битбоксери нису имали толико услова попут данашњих, јер на интернету није било објашњења и туторијала као што је то случај данашњице. Морали су да сами вежбају и тако успеју да дођу до готово потпуно истог звука који производе бубњеви. Битбокс се у почетку користио као замена за инструментал, јер репери нису били у могућности да преузму матрицу са интернета или да направе нову, а касније након готово 10 година дођживљава невероватну експанзију међу младима. Тако настају и прва такмичења у битбоксу.

## Познати српски битбоксери
1. Неша Радовановић, вицешампион битбокса у Србији
2. Игор Срећковић чије је уметничко име SickPrime
3. Александар Анђелковић
4. Душан Јаблан члан групе Radioactive Crew